# Chereuta
Chereuta is een geslacht van vlinders van de familie sikkelmotten (Oecophoridae), uit de onderfamilie Xyloryctinae.

## Soorten
- C. anthracistis Meyrick, 1906
- C. chalcistis Meyrick, 1906
- C. tinthalea Meyrick, 1906